# 戸田忠如
戸田 忠如（とだ ただゆき）は、江戸時代中期の下野国足利藩の世嗣。官位は従五位下・大隅守。

## 略歴
4代藩主・戸田忠言の長男として誕生。母は毛利高慶の娘。許嫁に毛利高丘娘。
足利藩嫡子として生まれ、明和5年（1768年）に10代将軍・徳川家治に拝謁する。翌年叙任するが、明和8年（1771年）に早世した。
代わって、弟・忠喬が嫡子となった。